# Honda NT 650V Deauville
Honda NT 650V Deauville je motocykl kategorie cestovní motocykl, vyvinutý firmou Honda, vyráběný v letech 1998–2005. Jeho předchůdcem byl model Honda NTV 650 Revere, nástupcem se stal v roce 2006 model NT 700V Deauville. Mezi modely Honda s integrovanými kufry dále patří Honda PC 800 Pacific Coast, Honda ST 1100 Pan European, Honda ST 1300 Pan European a Honda Gold Wing.

## Historie
Ze svého předchůdce NTV 650 Revere převzal kompletně motor i rám, čímž se podařilo výrazně ušetřit náklady spojené s vývojem těchto komponentů. Díky tomu se vývojový tým mohl plně soustředit na ztvárnění aerodynamických tvarů kapotáže, nabízejících komfort a praktičnost. Během vývoje kladen velký důraz na udržení co nejnižších nákladů. Výroba dílčích částí byla svěřena do různých podniků Hondy po celém světě v závislosti na cenové efektivitě výroby. Významná role byla v tomto ohledu svěřena podniku Montesa Honda ve Španělsku.

## Koncepce
I když se jedná o cestovní motocykl, konstruktéři se zaměřili rovněž na vytvoření úzké siluety s cílem lepší ovladatelnosti a snadnější předjíždění v městském provozu, čemuž nevadí ani integrované boční kufry o objemu vlevo 18 a vpravo 16 litrů. Objem bočních kufrů byl zvýšen na 24, resp. 19,5 litrů od roku 2002. Na drobnosti lze dále využít dvojici schránek umístěných vpředu pod řídítky, z nichž pravá je uzamykatelná.
Koncepce a aerodynamika motocyklu je podřízena pohodlí řidiče. Sedlo je široké a měkké, pérování vyladěné tak, aby tlumilo nerovnosti. Podle výrobce je jednotícím prvkem polokapotáže tvar trojúhelníku, který je patrný v řešení přístrojové desky, tvaru světel i větracích kanálů. Dominantou ochrany řidiče je přední kapota s mohutným plexištítem, který ochrání před prouděním vzduchu i ve vyšších rychlostech. Dva otvory umístěné ve spodní části ušetří nepříjemného hluku a turbulencí.
Významným prvkem jsou postranní deflektory, které odvádějí vzduch a vodu od nohou jezdce. Ovládací prvky jsou shodné s ostatními modely Hondy, chybí jen ukazatel stavu paliva. Výhodou je příprava pro instalaci automobilového sterea či zásuvky na 12 V.

## Motor a jízdní vlastnosti
Deauville je poháněn téměř shodným motorem s dvouválcovou konfigurací do V 52°, který poháněl NTV 650 Revere. Motor je čtyřdobý kapalinou chlazený dvouválec SOHC o objemu 647 cm³, který dosahuje maximálního výkonu 41 kW (55 k) při 8000 ot/min. Agregát disponuje tříventilovou technikou s dvěma svíčkami na válec. Maxima kroutícího momentu 55 Nm dosahuje při 6000 ot/min. Stejně jako u Revere má pětistupňovou převodovku.
Výkon na zadní kolo je přenášen prostřednictvím bezúdržbového kloubového hřídele. Jízdní vlastnosti jsou úměrné hmotnosti a výkonovému potenciálu. Motor točí ve stovce téměř 5000 ot/min, což není možná úplně to pravé. Na druhou stranu motocykl sice nedisponuje přílišným výkonem, ale díky nízko usazenému kroutícímu momentu poměrně svižně zrychluje. Také zvuková kulisa dvouválce lahodící uchu je zajímavá.

## Technické parametry
- Rám: dvojitý páteřový
- Suchá hmotnost: 223 kg
- Pohotovostní hmotnost: 238 kg
- Maximální rychlost: 181 km/h
- Spotřeba paliva: 5 l/100 km